# عظايا حاصدة
العظايا الحاصدة (تسمية ثنائية:†Therizinosauridae) هي فصيلة من الديناصورات وحشية الأرجل المنقرضة التي تعود بقايا أحافيرها إلى الفترة من منتصف إلى أواخر العصر الطباشيري (100 إلى 70 ميا). على الرغم من أنه تم العثور على حفريات تمثيلية فقط في جميع أنحاء الصين ومنغوليا والولايات المتحدة، يُعتقد أن نطاق تواجد العظايا الحاصدة قد امتد إلى حد كبير ليشمل قارة لوراسيا العظمى في ذروته.
تم تسمية العظايا الحاصدة بناءا على خاصية وجود يحمل مخلب كبير غير عادي (يشبه أداة الحصاد) لدى عدد من الأعضاء في المجموعة هذه. أدت هذه الميزة إلى القليل من التبصر حول بيئة التي عاشت فيها هذه الفصيلة ولا يزال الغرض من المخلب مجهولًا. تشمل الجوانب البارزة الأخرى لوظائف الأعضاء في هذه الحيوانات الحوض المعدل والأطراف الخلفية القوية والأذن الداخلية القريبة من تلك التي للطيور. علاوة على ذلك، يعتقد أن المجموعة الأكبر التي تحتوي هذه الفصيلة أي فوق فصيلة قريبات العظايا الحاصدة هي المجموعة الأولى التي تم فيها توثيق تواجد الريش البسيط. كما ركزت الأبحاث على العظايا الحاصدة على الكشف عن المزيد عن البيئة الفريدة وعلم أحياء الحفريات للفصيلة. ركز جزء لا بأس به من الأبحاث الحديثة على أنماط تغذية هذه الديناصورات حيث تعتبر أفضل مرشح لظهور الحيوانات العاشبة داخل وحشيات الأرجل. في حين أن العديد من الأصنوفات ذات الصلة الوثيقة هي من آكلات اللحوم فمن المعتقد أن أعضاء قريبات العظايا الحاصدة بما في ذلك العظايا الحاصدة تفرقوا واعتمدوا أسلوب تغذية إما كقوارت أو كآكلات اللحوم.